# Chaetogaedia townsendi.
Chaetogaedia townsendi. là một loài ruồi trong họ Tachinidae.